# ねじれ双角錐

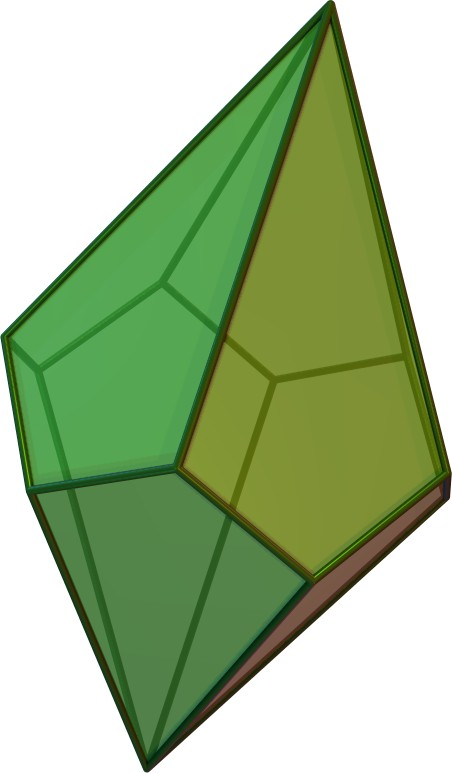
ねじれ双五角錐

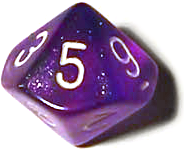
正ねじれ双五角錐によるサイコロ。十面体のサイコロとして一般的な形状である。

ねじれ双角錐（ねじれそうかくすい、trapezohedron, deltohedron, antidipyramid）、またはねじれ重角錐（ねじれじゅうかくすい）、ねじれ両角錐（ねじれりょうかくすい）とは、反角柱の双対多面体である。二つの合同な角錐を半分ずらして底面同士で貼り合わせた形状をしており、全ての面が凧形で構成されている。
ねじれ双角錐のなかで、双対となる反角柱の底面が正多角形のものを正ねじれ双角錐（せいねじれそうかくすい、regular trapezohedron）という。
ねじれ双n角錐の場合
- 構成面: 2n枚
- 辺: 4n
- 頂点: 2n+2
- 双対: 反n角柱

特殊な例として、正ねじれ双三角錐の一種は正六面体（立方体）である。
また、正ねじれ双五角錐の一種は、両頭頂点で切ると、正十二面体になる。

## 英語名称
ねじれ双角錐を意味する二つの英語名称には、それぞれ紛らわしい場合があり、英文の際には注意が必要。
- 数学でねじれ双角錐を意味する英語名称の一つ trapezohedron は、結晶学では凧形二十四面体（結晶学では偏方二十四面体と呼ばれることが多い）を意味する。
- ねじれ双角錐を意味する英語名称の一つ deltohedron は、デルタ多面体を意味する英語名称 deltahedron と酷似している（a と o が異なるだけ）。